# Чермакса
Чермакса — река в России, протекает по Череповецкому району Вологодской области.
По данным реестра устье реки находится в 16 км от устья Чермасолы (при общей длине Чермасолы 25 км) по левому берегу, а длина Чермаксы составляет 11 км, что не подтверждается картами. По всей видимости, верховьями Чермасолы считается безымянный водоток с истоком западнее деревни Гребенево, а устье Чермаксы предполагается в 1,5 км к юго-востоку от Екимово.

## Данные водного реестра
По данным государственного водного реестра России относится к Верхневолжскому бассейновому округу, водохозяйственный участок реки — Рыбинское водохранилище до Рыбинского гидроузла и впадающие в него реки, без рек Молога, Суда и Шексна от истока до Шекснинского гидроузла, речной подбассейн реки — Реки бассейна Рыбинского водохранилища. Речной бассейн реки — (Верхняя) Волга до Куйбышевского водохранилища (без бассейна Оки).
Код объекта в государственном водном реестре — 08010200412110000008208.